# Вахтеров, Василий Порфирьевич
Васи́лий Порфи́рьевич Ва́хтеров (13 [25] января 1853, Арзамас, Нижегородская губерния — 3 апреля 1924, Москва) — российский педагог—методист начальной школы, публицист, деятель народного образования.

## Биография
Родился в семье промыслового рабочего. Учился в Арзамасском духовном училище, затем с 1867 года в Нижегородской духовной семинарии (не окончил). В 1874 году он оканчивает курсы при Московском учительском институте и получает назначение учителем в одно из училищ Смоленской губернии.
В биографическом очерке П. К. Козлова (1863—1935) упоминается, что будущий путешественник «собирался поступить в Виленский учительский институт, однако педагоги (среди которых был В. П. Вахтёров) не смогли выхлопотать ему казённую стипендию».
Шесть лет Василий Порфирьевич работал учителем, а затем в течение 15 лет (1881—1896) был инспектором народных училищ. Сначала в Смоленской губернии, а затем с 1890 года его переводят в Москву как энергичного, талантливого педагога. Принимал активное участие в работе Московского комитета грамотности, в организации школ для рабочих и способствовал созданию ряда внешкольных учреждений. В 1896 вынужден был уйти в отставку, так как департамент полиции квалифицировал его деятельность как «прикрытие среди учителей Москвы неблагонадёжного элемента». С 1898 по 1902 читал лекции на учительских курсах в Курске, Саратове и др. городах. С 1893 по 1903 работал в школе при Тверской мануфактуре Морозовой. В 1903 был арестован за якобы противоправительственную агитацию в школе и среди рабочих и выслан в Новгородскую губернию.
В декабре 1904 был восстановлен во всех своих правах и возвратился в Москву, но к педагогической деятельности допущен не был. Принимал участие в учреждении Всероссийского учительского союза (1905—1907). Был одним из организаторов и участником Всероссийского съезда по вопросам народного образования (1913—1914), Первого Всероссийского съезда преподавателей русского языка (1916). 
После Октябрьской революции вёл методическую работу с учителями, преподавал на курсах ликбеза в РККА, читал лекции на педагогическом факультете 2-го МГУ (1923—1924). Редактировал журналы «Просвещение» и «Учитель». 
В Калуге строятся планы увековечить имя В. П. Вахтерова.

## Вклад в науку
Внёс значительный вклад в педагогическую теорию и практику. Опираясь на эволюционную теорию Чарльза Дарвина, явился основоположником педагогической концепции, которая получила название «Эволюционная педагогика». Её основу составляет идея развития, то есть трактовка обучения и воспитания как поступательного движения, соединённая с убеждением, что образование во всех его видах и формах является одним из важнейших факторов общественного прогресса («Основы новой педагогики», 1913, 1916).
По Вахтерову, формирование ребёнка зависит от внутреннего стремления к развитию и от влияния окружающей среды. Задача педагога — способствовать благоприятному сочетанию этих условий, изучать индивидуальные особенности ребёнка. Научный принцип выдвигал как определяющий при решении вопросов содержания школьного образования, методов обучения и воспитания. Он обосновал самостоятельность педагогики как науки, своеобразие методов педагогического исследования. Для сравнения эффективности различных методов обучения детально разработал и теоретически обосновал методику естественного эксперимента, обеспечивавшего объективность оценки организационных форм, средств, приёмов обучения и при этом не нарушавшего естественного хода учебного процесса. Как теоретик и методист начального обучения следовал педагогическим идеям К. Д. Ушинского. Как сторонник развивающего обучения выступал за обновление и расширение содержания обучения в народной школе, за активные методы, способствующие развитию самостоятельности, мышления ребёнка.
Широко известен как автор книг для первоначального обучения. Изданный им в самом конце XIX века «Русский букварь» выдержал более 120 изданий. Большое распространение получила и его хрестоматия «Мир в рассказах для детей», написанная им в соавторстве с супругой, Эмилией Орестовной Вахтеровой (урождённой Кислинской).

## Основные публикации
- «Основы новой педагогики» (1913); «Русский букварь» (1898); «Мир в рассказах для детей» (1902); «Внешкольное образование народа» (1896); «Сельские воскресные школы» (2-е издание, 1896); «Всеобщее обучение» (1897); «Народные чтения» (1897); «Нравственное воспитание и начальная школа» (1900); «На первой ступени обучения» (11-е издание, 1912); «Предметный метод обучения» (3-е издание, 1911); «Спорные вопросы образования» (1907); «Записка об организации начальной школы на новых началах» (1906).
- Вахтеров В. А. Избранные педагогические сочинения. — М.: Педагогика. 1987
- Вахтеров В. П. О новой педагогике.- М.: Карапуз, 2009 ISBN 978-5-8403-1411-1
- Вахтеров В. П. Нравственное воспитание и начальная школа. — М.: Изд. журнала «Русская мысль», 1901. — 241 с. (недоступная ссылка)